# Phyllachora leptostromoidea
Phyllachora leptostromoidea är en svampart som beskrevs av Cooke 1885. Phyllachora leptostromoidea ingår i släktet Phyllachora och familjen Phyllachoraceae.   Inga underarter finns listade i Catalogue of Life.